# 636 Erika
Erika (asteroide 636) é um asteroide da cintura principal com um diâmetro de 74,29 quilómetros, a 2,3976277 UA. Possui uma excentricidade de 0,1752448 e um período orbital de 1 810,42 dias (4,96 anos).
Erika tem uma velocidade orbital média de 17,46885335 km/s e uma inclinação de 7,9335º.
Esse asteroide foi descoberto em 8 de Fevereiro de 1907 por Joel Metcalf.